# Lutz Voigtmann
Lutz Voigtmann (* 29. Januar 1941 in Krostitz bei Delitzsch; † 1. April 1997 in Chemnitz) war ein deutscher Maler.

## Leben
Voigtmann absolvierte von 1955 bis 1958 eine Lehre als Dekorateur und Tapezierer an den Zentralen Theaterwerkstätten Leipzig. Anschließend sammelte er von 1959 bis 1960 Bühnenpraxis am Stralsunder Theater. Von 1960 bis 1963 studierte er Theatermalerei an der Fachschule für angewandte Kunst Leipzig, wobei erste Ölbilder entstanden. Von 1963 bis 1964 war Voigtmann Bühnenbildassistent am Landestheater Halle. Von 1963 bis 1967 arbeitete er am Theater in Meiningen, 1967 bis 1974 am Städtischen Theater in Karl-Marx-Stadt (heute Chemnitz) als Erster Maler und später als Leiter des Malsaales. Ab 1974 war er freischaffend in Karl-Marx-Stadt tätig. Im selben Jahr unternahm er seine erste Studienreise nach Sibirien. Weitere Studienreisen führten ihn in die CSSR, nach Ungarn, Bulgarien, Jugoslawien und in die Sowjetunion (Sibirien, Transkaukasische und Mittelasiatische Sowjetrepubliken), Irak und die BRD. Zwischen 1988 und 1994 unternahm er Reisen nach Frankreich, in die Niederlande, nach Italien, Venezuela, Kenia, Tunesien, Thailand, Griechenland, Türkei, Sri Lanka, Fuerteventura, Zypern und Mallorca.
Voigtmann war von 1971 bis 1990 Mitglied des Verbandes Bildender Künstler der DDR (VBK). Er war Mitglied der Zentralen Sektionsleitung Maler und Grafiker im Bezirksvorstand Karl-Marx-Stadt des VBK.
Von 1987 bis 1988 laborierte er an einer schweren Krankheit und kam in Frührente.

## Fotografische Darstellung Voigtmanns
- Christine Stephan-Brosch: Porträt Lutz Voigtmann (1973–1976)[1]

## Öffentliche Sammlungen mit Werken Voigtmanns (unvollständig)
- Beeskow: Kunstarchiv Beeskow[2]
- Chemnitz: Neue Sächsische Galerie
- Chemnitz: Kunstsammlung der Wismut GmbH
- Dresden: Sächsischer Kunstfonds[2]

## Ausstellungen (unvollständig)

### Einzelausstellungen
- 1978/1979: Karl-Marx-Stadt, Städtische Kunstsammlung
- 1979: Karl-Marx-Stadt, Galerie Spektrum
- 1983: Karl-Marx-Stadt, Galerie Oben (mit Christian Lang und Klaus Neubauer)
- 1986: Köln
- 1997: Chemnitz, Neue Sächsische Galerie („Stadt- und Landschaftsportraits 1965–1992“)

### Teilnahme an zentralen und wichtigen regionalen Ausstellungen in der DDR
- 1970: Berlin, Altes Museum („Auferstanden aus Ruinen. Druckgraphik und Zeichnungen 1945–1970“)
- 1972/1973 und 1977/1978: Dresden, VII. und VIII. Kunstausstellung der DDR
- 1974: Berlin, („Junge Künstler der DDR“)
- 1974: Berlin, Altes Museum („25 Jahre Graphik in der DDR. 1949–1974“)
- 1974, 1979 und 1985: Karl-Marx-Stadt, Bezirkskunstausstellungen
- 1975: Berlin, Altes Museum („In Freundschaft verbunden“)
- 1976: Berlin, Altes Museum („Neuerdings Karl-Marx-Stadt“)
- 1980: Rostock, Kunsthalle Rostock („Der Klasse verbunden - Kunstpreisträger des FDGB stellen aus“)
- 1981: Dresden, Ausstellungszentrum am Fučík-Platz („25 Jahre NVA“)
- 1984/1985 Karl-Marx-Stadt, Städtisches Museum am Theaterplatz
- („Retrospektive 1945–1984. Bildende Kunst im Bezirk Karl-Marx-Stadt“)
- 1985: Berlin, Nationalgalerie („Auf gemeinsamen Wegen“. Kunstausstellung zum 40. Jahrestag der Befreiung.)
- 1989: Berlin, Akademie-Galerie im Marstall („Bauleute und ihre Werke. Widerspiegelungen in der bildenden Kunst der DDR“)

## Ehrungen
- 1975: Sonderpreis der Stadt Frankfurt/Oder

- 1978: Kunstpreis des FDGB